# فیشر استیونس
فیشر استیونس (به انگلیسی: Fisher Stevens) (زاده ۲۷ نوامبر ۱۹۶۳) بازیگر آمریکایی است.
از فیلم‌ها یا مجموعه‌های تلویزیونی که وی در آن‌ها نقش داشته‌است می‌توان به چیزی غیر از این، مرد متأهل، نسخه اولیه، شکست‌ناپذیر، وقتی مهمانی تمام شد، تاریخ معما، کشمکش خوب، خندیدن با صدای بلند، احساسات متحد، بچه فلامینگو، سگ‌های شکاری برادوی، خدمتکار، تنگ ماهی، کشف‌نشده، تب سرد و کمدی سکسی ریو اشاره نمود.